# Sophie de Boer
Sophie de Boer, née le 12 décembre 1990 à Drachten, est une coureuse cycliste néerlandaise, spécialiste du cyclo-cross. 

## Palmarès en cyclo-cross
- 2007-2008
  - 3e du championnat des Pays-Bas de cyclo-cross juniors
- 2009-2010
  - 10e du Trophée Gazet van Antwerpen
- 2010-2011
  - 6e du championnat d'Europe de cyclo-cross
- 2011-2012
  - 3e du championnat des Pays-Bas
  - 4e du championnat d'Europe de cyclo-cross
  - 5e du Superprestige
  - 6e du Trophée Gazet van Antwerpen
  - 7e du championnat du monde de cyclo-cross
- 2012-2013
  - 9e du championnat d'Europe de cyclo-cross
- 2013-2014
  - 2e du championnat des Pays-Bas
  - 4e du championnat d'Europe de cyclo-cross
  - 9e de la Coupe du monde
- 2014-2015
  - GP Mario De Clercq
  - Koppenbergcross
  - GP Rouwmoer
  - 2e du championnat des Pays-Bas
  - 3e du Trophée Banque Bpost
  - 5e de la Coupe du monde
  - 10e du championnat du monde de cyclo-cross
- 2015-2016
  - Coupe du monde de cyclo-cross #7, Hoogerheide
  - SOUDAL Classics - Cyclocross Leuven, Louvain
  - 4e du championnat du monde de cyclo-cross
  - 8e du championnat d'Europe de cyclo-cross
- 2016-2017
  - Classement général de la Coupe du monde
    - Coupe du monde de cyclo-cross #1-CrossVegas, Las Vegas

  - SOUDAL Classics-GP Neerpelt
  - Superprestige #3, Ruddervoorde
  - Superprestige #7, Hoogstraten
  - De Grote Prijs van Brabant, Bois-le-Duc
  - Druivencross, Overijse
  - 3e du championnat des Pays-Bas
- 2017-2018
  - 10e de la Coupe du monde
- 2018-2019
  - 9e du championnat du monde de cyclo-cross